# Обудский университет
Обудский университет (венг. Óbudai Egyetem, лат. Universitas Budensis) — высшее техническое учебное заведение Будапешта, основанное в 2000 году как Будапештский техникум (венг. Budapesti Műszaki Főiskola). В 2010 году университет был переименован в честь древнего города — а сегодня района венгерской столицы — Обуды. Учебный центр был создан в результате объединения трёх политехнических институтов: технического колледжа Доната Банки, технического колледжа Кальмана Кандо, колледжа лёгкой промышленности. Имея почти 13 000 студентов Обудский университет является одним из крупнейших технических университетов в стране.
Успешно окончившие ВУЗ студенты инженерных специальностей получают диплом, признанный на международном уровне. Среди преподавателей университета 40 % имеют степень кандидата наук. Университет имеет обширные международные связи: на стажировки в другие страны Европы ежегодно отправляется более ста студентов.

## История
В конце 1370 года венгерский король Людовик I Великий начал крупномасштабное строительство здания будущего университета, а в 1408 году в него переехал суд и ряд придворный учреждений Буды. Ещё 6 октября 1395 года, по просьбе местных властей, Папа Римский Бонифаций IX издал указ об основании Университета Обуды: разрешение позволяло создать университет с четырьмя факультетами. Новый ВУЗ включал в себя факультеты богословия, канонического права, медицины и гуманитарных наук. С момента своего основания Обудский университет был тесно связан с новыми кафедрами Венского университета.
В 1402 году в Буде возникло общественном движении за демократизацию городского управления. Руководители «восстания» были связаны с университетом, в результате чего император Священной Римской империи Сигизмунд в 1403 году закрыл университет, который был заново открыт только через семь лет: указ о воссоздании университета в Обуде подписал 1 августа 1410 года о антипапа Иоанн XXIII. Четыре классические факультета учебного заведения получили полные привилегии, которыми пользовались другие крупные европейские университеты того времени.

## Факультеты и специальности

### Факультет машиноведения и безопасности
Факультет машиноведения и безопасности был основан в 1879 году в Будапеште — в Государственном центральном промышленном училище. Новые требования промышленности того времени создали спрос на специалистов «среднего звена»: образованных мастеров и ремесленников. Среди студентов факультета ряд получил мировую известность в своих отраслях: в частности, Galamb József, являвшийся дизайнером знаменитого автомобиля Ford Model T. Между 1914 и 1916 годами, по причине Первой мировой войны, механические мастерские факультета использовались для производства боеприпасов. Великая депрессия 1929 года сильно сказалась на факультете — прежде всего, в финансовом плане. Медленный процесс восстановления был прерван началом Второй мировой войны. Результатом реформы венгерского образования, произошедшей после Второй мировой войны, стал перевод сегодняшнего факультета в статус инженерной школы.

### Факультет электротехники
Сегодня на факультете электротехники можно получить степень бакалавра — причём, как на венгерском, так и на английском языках — в сфере электроники и электротехники. Кроме того, на факультете также можно пройти дополнительные учебные курсы по специальности «медиа-технологии в электротехнике». Будущие инженеры могут выбирать одну или несколько из специальностей, преподаваемых на факультете.

### Факультет информационных технологий
Факультет информационных технологий ставит своей целью обеспечить талантливых местных и иностранных студентов конкурентоспособным (на европейском пространстве) высшим образованием в сфере ИТ. На факультет действуют бакалаврские, магистерские и докторские (Ph.D.) программы, соответствующие текущим потребностям рынка.

### Экономический факультет
Факультет бизнес-менеджмента, маркетинга и продаж в сфере промышленного производства, кампусы которого располагаются в Будапеште и Секешфехерваре, позволяет получить высшее образование в сфере менеджмента.

### Факультет инженерной экологии
Персонал факультета инженерной экологии составляет 120 человек, обучающих около 2000 очных, заочных и «дистанционных» студентов в области промышленного проектирования изделий, машиностроении, легкой промышленности и специальностей в сфере защиты окружающей среды.

### Инженерный факультет
Кампус инженерного факультета расположен в Секешфехерваре. Данное учебное подразделение было создано в 2014 году в результате слияния бывшего университета Arek и факультета геоинформатики Университета Западной Венгрии. Сегодня на факультете учится около тысячи студентов.